# Diagnostyka techniczna
Diagnostyka techniczna zajmuje się badaniem i oceną stanu technicznego obiektów.
Diagnoza może dotyczyć:
- oceny stanu technicznego,
- prognozy rozwoju lub zmian stanu,
- przyczyny rozwoju lub zmian stanu,
- łączenie wszystkich wymienionych.

Termin „diagnostyka” pochodzi z języka greckiego, gdzie diagnosis oznacza rozpoznanie, rozróżnianie, osądzanie, a diagnostike techne oznacza sztukę rozróżniania, stawiania diagnozy.